# Споменик у Душанову
Споменик у Душанову подигли су мештани овог села и свечано открили 7. јула 1955. године у знак сећања на оне становнике села који су страдали у Другом светском рату.

## Натпис на споменику
На позив КПЈ у борби против фашистичког окупатора за слободу и независност своје земље дадоше своје животе на разним бојиштима и у логорима
1. Станојковић Стојан        погинуо 1943. год.
2. Станојковић Јован         погинуо 1944. год.
3. Стаменковић Свтозар   погинуо 1944. год.
4. Стоилковић Влајко        погинуо 1944. год.
5. Димитријевић Мијалко  погинуо 1943. год.
6. Маринковић Светозар   погинуо 1944. год.
7. Маринковић Тома          погинуо 1944. год.
8. Марковић Стојан           погинуо 1943. год.
9. Петровић Станојко        погинуо 1944. год.
10. Златановић Савка                        1944. г. ЖФТ
11. Златановић Дана                          1944. г. ЖФТ
12. Цветковић Предраг        умро 1944. г. у Италији
13. Станисављевић Благоје умро 1944. г. на Бањици
14. Трајковић Илија              умро 1944. г. у Француској

Учимо се на њиховим примерима како се воли и брани отаџбина.